# ANRS-Maladies infectieuses émergentes
ANRS-MIE (en francés: Agence nationale de recherches sur le sida et les hépatites virales-Maladies infectieuses émergentes; traducido como Agencia nacional de investigación sobre el sida y las hepatitis virales-Enfermedades infecciosas emergentes ) es un organismo autónomo dependiente del Institut national de la santé et de la recherche médicale (Inserm) cuya misión es la coordinación y financiación de las investigaciones públicas sobre el VIH/sida, las hepatitis, las infecciones de transmisión sexual, la tuberculosis y las enfermedades infecciosas emergentes (COVID-19, fiebre hemorrágica viral, arbovirus ). En efecto, la ANRS-MIE nació en 2021 de la fusión de la Agencia nacional de investigación sobre el sida y las hepatitis virales (ANRS), creada en 1988, con el consorcio REACTing.

## Historia
La ANRS fue creada en 1988, siete años después de la primera descripción, en 1981, de un síndrome desconocido aparecido en Estados Unidos  y cinco años después de la identificación por un francés del virus de la inmunodeficiencia humana (VIH) responsable del VIH/sida, dentro de un equipo del Instituto Pasteur, entre los que destacaba Françoise Barré-Sinoussi. Ante la magnitud de la epidemia, Claude Got, en un informe redactado a petición del ministro de Sanidad de la época,  recomendó la creación de tres entidades diferentes con vistas a tratar la atención al paciente, las cuestiones éticas y la investigación sobre el sida. Estas entidades fueron: la Agence française de lutte contre le sida (AFLS), el Consejo Nacional para el sida (CNS) y la ANRS, creada efectivamente en noviembre de 1988.
En 2021, la fusión de la Agencia nacional de investigación sobre el sida y las hepatitis virales y el consorcio REACTing dio lugar a una nueva agencia, la ANRS-MIE, cuyo ámbito de investigación se extiende a las enfermedades infecciosas emergentes.

## Estatuto
En 1992, la ANRS se convirtió en lo que se denomina un grupo de interés público (GIP). El GIP fue aprobado por orden ministerial de 11 de julio de 1992, con una duración inicial de 6 años. En 1998, se prorrogó hasta el año 2000 y luego el plazo fue ampliado hasta 2003, 2009 y 2011. La orden incluía entre los responsables al Ministerio de Enseñanza Superior e Investigación, el Centro Nacional para la Investigación Científica (CNRS), el Institut national de la santé et de la recherche médicale (Inserm) y el Instituto Pasteur. El 7 de julio de 1995, un nueva orden incluía al Ministerio de Salud como nuevo socio. Por fin, el 1 de enero de 2012 abandonó el estatuto GIP y pasó a ser una agencia independiente del Inserm.

## Misiones
Desde su creación, la misión más importante de la ANRS han sido coordinar, liderar y financiar todas las investigaciones públicas sobre el sida. En 1994, se abrió el primer laboratorio de investigación del ANRS en Dakar (Senegal). Actualmente existen centros de investigación asociados en ocho países de África, Asia y América del Sur: Senegal, Costa de Marfil, Burkina Faso, Camerún, Egipto, Camboya, Vietnam y Brasil.
En 1999, ante la magnitud de la epidemia de hepatitis, las autoridades ampliaron la misión de la ANRS a la investigación clínica sobre las hepatitis virales en Francia y en los países en vías de desarrollo. En 2005, la ANRS vio ampliarse nuevamente su campo de intervención en el estudio de las hepatitis virales, principalmente la hepatitis B y la hepatitis C. En 2020, la ANRS incluye en sus convocatorias de proyectos la investigación sobre infecciones de transmisión sexual (ITS) y la tuberculosis.
En 2021, ANRS se fusionó con REACTing, ampliando su alcance para incluir las llamadas enfermedades infecciosas emergentes, incluidas las fiebres hemorrágicas virales, arbovirus e infecciones respiratorias emergentes, como la COVID-19. La agencia cubre todas las áreas de investigación con un enfoque One Health, centrado en la salud humana y animal y el impacto del hombre en el medio ambiente.

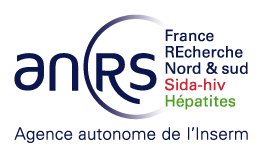
Logo entre 2013 y 2020
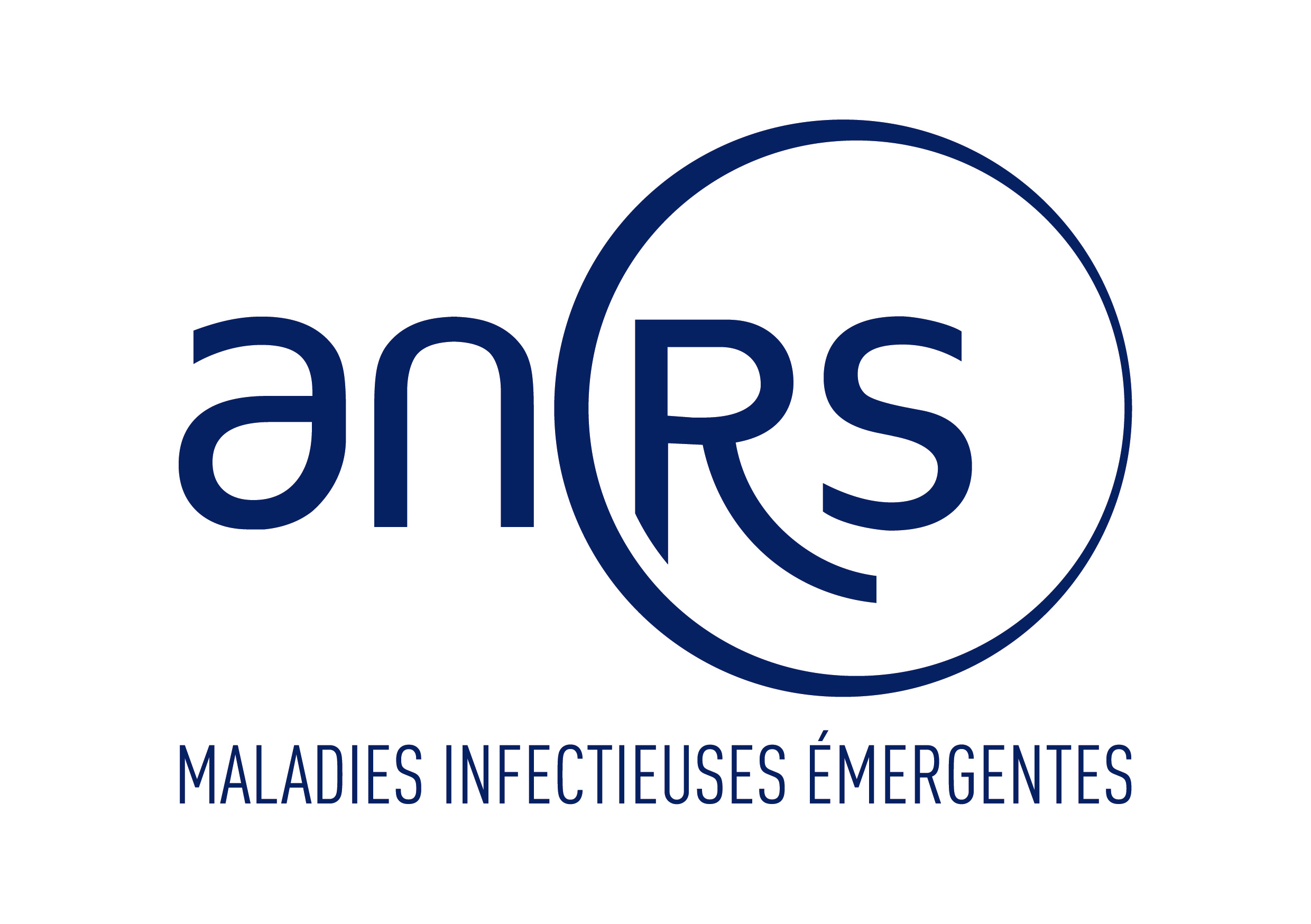
Logo en 2021
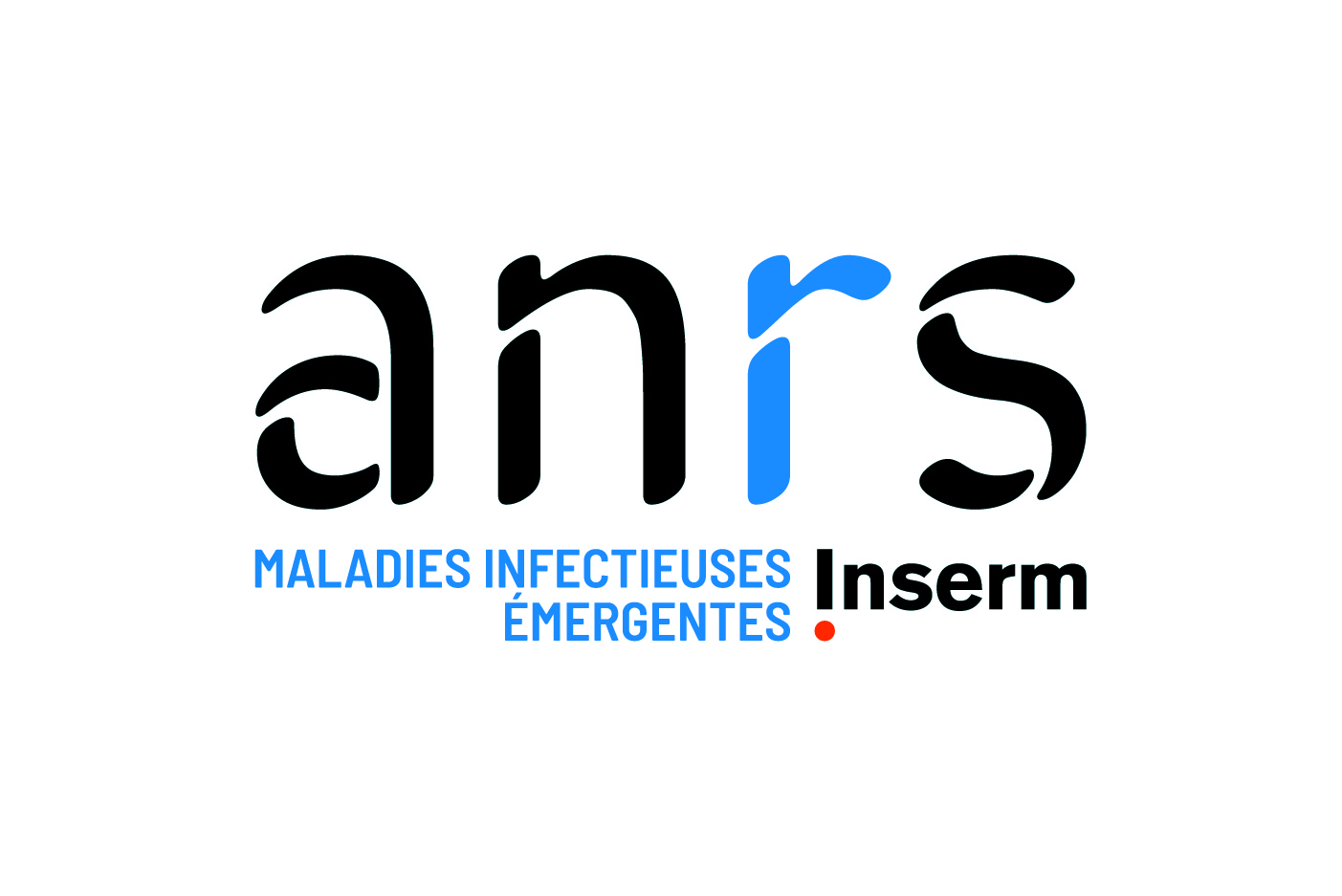
Logotipo actual

## Temas de investigación
ANRS-MIE aborda la investigación sobre el VIH, la hepatitis, las llamadas IST, la tuberculosis y las enfermedades infecciosas emergentes de manera multidisciplinaria. Está organizado en los siguientes departamentos científicos: investigación fundamental, investigación clínica, investigación en salud pública y ciencias humanas y sociales, innovación, apoyo estructurante a la investigación y asociaciones y estrategias.
Desde 2012, el servicio de farmacovigilancia garantiza la farmacovigilancia de todas las investigaciones promovidas por la ANRS y el Inserm. 
ANRS-MIE también lleva a cabo investigaciones sobre futuras vacunas contra infecciones por VIH y VHC, aunque también está trabajando en ella el Instituto de Investigación sobre Vacunas (VRI).

## Organización

#### Consejo de orientación
Desde la integración de la ANRS en el Inserm en enero de 2012, un consejo de orientación, compuesto por 15 miembros reemplaza a la antigua junta directiva. Es el encargado de definir las principales orientaciones estratégicas de la ANRS-MIE, aprobar sus actuaciones, su presupuesto y su balance de gestión.

#### Consejo científico
El Consejo científico está compuesto por 15 miembros de relevancia investigadora más dos representantes de sus propios investigadores, elegidos dentro de los dominios del VIH/sida, las hepatitis y las enfermedades emergentes. Son nombrados por el director de la agencia con un mandato de 4 años, renovable. 

## Directores
- 1988 - 1998 : Jean-Paul Levy
- 1998 - 2005 : Michel Kazatchkine
- 2005 - 2017 : Jean-François Delfraissy
- 2017 - 2020 : François Dabis
- 2021 -  : Yazdan Yazdanpanah

## Organismos asociados
Debido a la investigación que apoya y su participación en el países del sur, la ANRS ha establecido una densa red de socios en Francia, con organismos de investigación y hospitales, y también con la mayoría de las principales organizaciones internacionales especializadas en investigación y salud.